# David Holmes (politiker)

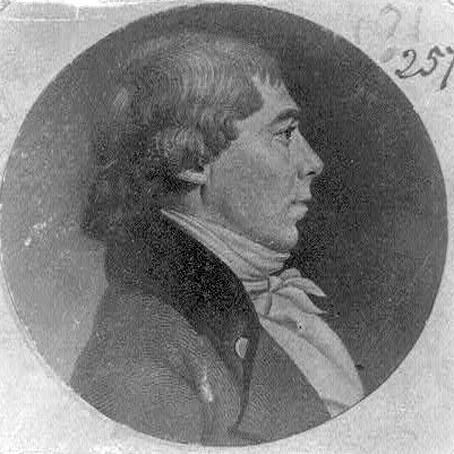
David Holmes

David Holmes, född 10 mars 1769 i York County, Pennsylvania, död 20 augusti 1832 nära Winchester, Virginia, var en amerikansk politiker. Han var guvernör i delstaten Mississippi 1817–1820 och 1826. Han representerade Mississippi i USA:s senat 1820–1825. Han var ledamot av USA:s representanthus 1797–1809.
Holmes studerade juridik och inledde 1791 sin karriär som advokat i Virginia. Demokrat-republikanen Holmes efterträdde 1797 Andrew Moore som ledamot för Virginias andra distrikt i USA:s representanthus. Han representerade Virginias fjärde distrikt 1803–1809 och efterträddes som kongressledamot av federalisten Jacob Swoope.
Holmes var guvernör i Mississippiterritoriet 1809–1817. Han var sedan den första guvernören i delstaten Mississippi. Han efterträddes 1820 som guvernör av George Poindexter. Senator Walter Leake avgick 1820 och efterträddes av Holmes.
Holmes vann guvernörsvalet i Mississippi 1825. Han tjänstgjorde sedan som guvernör från januari till juli 1826 innan han avgick av hälsoskäl.
Holmes var presbyterian. Hans grav finns på Mount Hebron Cemetery i Winchester, Virginia. Holmes County, Mississippi har fått sitt namn efter David Holmes.